# Fabio Pecchia
Fabio Pecchia (né le 24 août 1973 à Formia dans la province de Latina en Italie) est un ancien joueur et désormais entraîneur de football italien.

## Biographie

### Joueur
Ayant connu de nombreux clubs durant sa carrière, dont une période avec la Juventus Turin lors de la saison 1997-1998, Pecchia a en tout joué près de 300 rencontres en Serie A.
Pecchia a disputé avec la sélection olympique italienne les Jeux olympiques d'été de 1996 d'Atlanta.

### Entraîneur
Pecchia prend sa retraite de joueur durant l'année 2009, puis devient l'entraîneur assistant de l'US Foggia. Il quitte son poste par consentement mutuel avec Antonio Porta, le 19 janvier 2010.
Le 18 juin 2011, il devient le nouvel entraîneur en chef du club de Serie B de l'AS Gubbio 1910, bien qu'il n'a pas encore eu d'expérience d'entraîneur.

## Palmarès

### Joueur
- Juventus Turin :
  - Serie A : 1997-98
  - Supercoupe d'Italie : 1997

- Italie espoirs : 
  - Championnat d'Europe espoirs 1996

Entraîneur : 

Parma 
- Championnat d'Italie de Serie B (1)
  - Champion : 2024